# Bujtur
Bujtur (románul: Buitur) egykor önálló település, ma Vajdahunyad településrésze Romániában, Hunyad megyében.

## Története
1366-ban említik először Buthur néven.
1455-ben Hunyadi János Sárkány falu felét a tövisi és bujturi ferences kolostorok építési díjaként Lapicidia Konrád brassói kőfaragónak adományozta. A kolostor több adat nincs, valószínűleg a 15. század végi török betörések, vagy a reformáció miatt pusztult el.
A településnek a 18. században a román lakosság mellett még jelentős magyar kisebbsége volt, ezt bizonyítja, hogy ekkor még református filia volt. A 19. század elején már szinte teljesen románok lakták, 1850-ben 320 lakosából 313 román, 4 cigány és 3 magyar volt.
1910-ben 234 lakosából 209 román és 25 magyar volt.
A trianoni békeszerződésig Hunyad vármegye Vajdahunyadi járásához tartozott.
Az 1920-as években beolvadt Vajdahunyad városba.